# Savannah Challenger 2011
Il Savannah Challenger 2011 è stato un torneo professionistico di tennis maschile giocato sulla terra verde. È stata la 3ª edizione del torneo, che fa parte dell'ATP Challenger Tour nell'ambito dell'ATP Challenger Tour 2011. Si è giocato a Savannah negli USA dal 2 all'8 maggio 2011.

## Partecipanti

### Teste di serie
| Nazionalità | Giocatore          | Ranking* | Testa di serie |
| ----------- | ------------------ | -------- | -------------- |
| Stati Uniti | Robert Kendrick    | 84       | 1              |
| Stati Uniti | Michael Russell    | 89       | 2              |
| Stati Uniti | Donald Young       | 95       | 3              |
| Stati Uniti | Ryan Harrison      | 128      | 4              |
| Sudafrica   | Izak van der Merwe | 134      | 5              |
| Australia   | Marinko Matosevic  | 145      | 6              |
| Stati Uniti | Bobby Reynolds     | 146      | 7              |
| Stati Uniti | James Blake        | 149      | 8              |

- Ranking al 25 aprile 2011.

### Altri partecipanti
Giocatori che hanno ricevuto una wild card:
- Andrea Collarini
- Denis Kudla
- Mark Oljaca
- Wesley Whitehouse

Giocatori che sono passati dalle qualificazioni:
- Amer Delić
- Luka Gregorc
- Wayne Odesnik
- Morgan Phillips

## Campioni

### Singolare
Wayne Odesnik ha battuto in finale  Donald Young con il punteggio di 6–4, 6–4

### Doppio
Rik De Voest /  Izak van der Merwe hanno battuto in finale  Sekou Bangoura /  Jesse Witten con il punteggio di 6–3, 6–3